# سنجاب زمینی بازمانده
سنجاب زمینی بازمانده (نام علمی: Spermophilus relictus) نام یک گونه از سرده دانه‌دوست‌ها است.